# Ocotea indirectinervia
Ocotea indirectinervia är en lagerväxtart som beskrevs av C. K. Allen. Ocotea indirectinervia ingår i släktet Ocotea och familjen lagerväxter. Inga underarter finns listade i Catalogue of Life.